# Caerois
Genre
Caerois est un genre de papillons de la famille des Nymphalidae et de la sous-famille des Morphinae.

## Historique et  dénomination
Le genre  Caerois a été décrit  par Jakob Hübner en 1819.

### Synonyme
- Arpidea Duncan, 1837;
- Hames Westwood, [1851];

## Taxinomie
- Caerois chorinaeus (Fabricius, 1775); présent au Surinam, en Guyana et en Guyane.
- Caerois gerdrudtus (Fabricius, 1793); présent au Costa Rica et en Équateur

### Source
- « Caerois », sur funet.fi (consulté le 8 juin 2012)